# 続投
| ウィキペディアには「続投」という見出しの百科事典記事はありません（タイトルに「続投」を含むページの一覧/「続投」で始まるページの一覧）。 代わりにウィクショナリーのページ「続投」が役に立つかもしれません。 |